# Kalendarium wojska polskiego 1795–1806

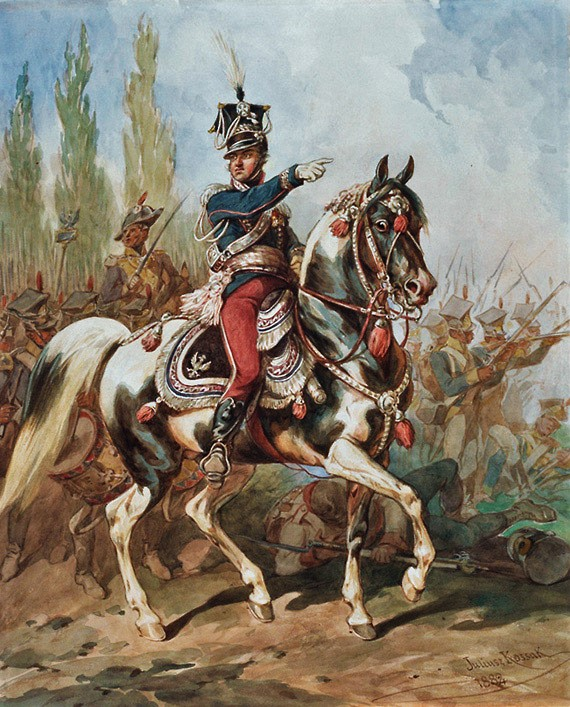
Gen. Jan Henryk Dąbrowski na czele Legionów Polskich we Włoszech

Kalendarium wojska polskiego 1795-1806 – wydarzenia w wojsku polskim w latach 1795–1806.

## 1795
22 sierpnia
- utworzono Deputację Polską w Paryżu dla kierowania akcją niepodległościową[1][2]

30 października
- rząd francuski zaakceptował projekt legionowy gen. Jana Henryka Dąbrowskiego z 9 października[1]

## 1796
30 października
- rząd francuski zaakceptował projekt Jana Henryka Dąbrowskiego sformowania Legionów Polskich[3]

## 1797
9 stycznia
- podpisanie w Mediolanie przez gen. Dąbrowskiego konwencji legionowej z Republiką Lombardzką[1][4]

17 maja
- reorganizacja 6000 ochotników polskich w dwa legiony piechoty i batalion artylerii pieszej[1][4]

26 czerwca
- nieudany wypad bryg. Joachima Deniski do Galicji[1][5]

17 października
- Pokój w Campo Formio[1]

17 listopada
- podpisanie nowej konwencji z rządem cyzalpińskim (nieratyfikowanej) w sprawie Korpusu Polskiego[1]

## 1798
3 maja
- wkroczenie 1 Legii i części artylerii polskiej do Rzymu[1]

28 czerwca
- powrót Kościuszki z Ameryki do Francji[3]

1 grudnia
- Legiony uczestniczą w bitwie pod Magliano[3]

4 grudnia
- zwycięstwo francuskich, polskich i rzymskich republikanów nad Neapolitańczykami pod Civita Castellana, decydujące o wyniku wojny francusko-neapolitańskiej[4]

30 grudnia
- zdobycie twierdzy Gaeta[3]

## 1799
8 marca
- gen. Karol Kniaziewicz złożył sztandary w Paryżu[3]

26–30 czerwca
- zniszczenie 2 Legii i artylerii polskiej na skutek niepomyślnych walk pod Legnano, Magnano i Mantuą[1]

17–19 czerwca
- ogromne straty 1 Legii i jazdy polskiej w bitwie z wojskami austriackimi i republikańskimi nad Trebbią i w dalszej obronie wybrzeży genueńskich[1]

29 lipca
- kapitulacja Mantui; wydanie legionistów Austriakom[3]

8 września
- utworzenie Legii Naddunajskiej Kniaziewicza na żołdzie francuskim[1]

## 1800
10 lutego–13 marca
- reorganizacja dawnego Korpusu Polskiego we Włoszech pod egidą Francji[1]

14 czerwca
- bitwa pod Marengo[6]

lipiec
- udział Legii Naddunajskiej  w kampanii frankfurckiej[6]

3 grudnia
- udział Legii Naddunajskiej w walnej bitwie francusko-austriackiej pod Hohenlinden[1][4]

## 1801
styczeń-luty
- udział Legionów w kampanii zimowej w północnych Włoszech[6]

9 lutego
- pokój lunevillski zagrażający istnieniu Legionów[1]

11–22 grudnia
- nowa reorganizacja Legionów w trzy półbrygady i pułk jazdy z przerzuceniem ze służby francuskiej na włosko-etruską[1]

## 1802
styczeń
- przejście 1 i 2 Półbrygady na służbę Republiki Włoskiej[6]

maj 
- wysłanie przez rząd francuski 3 Półbrygady Polskiej na San Domingo[1][7]

## 1803
9 marca
- lądowanie na San Domingo 2 Półbrygady Polskiej[1]
- w wyniku francuskiej kapitulacji niedobitki Legionów w większości dostają się do niewoli angielskiej (z 6000 do kraju powróciło tylko 300)[7]

## 1805
24 listopada
- udział 1 regimentu piechoty Grabińskiego i pułku ułanów Rożnieckiego w bitwie z Austriakami pod Castel Franco[1]

## 1806
9 marca
- udział 1 regimentu polskiego w zwycięskiej bitwie z  Neapolitańczykami pod Campo Tenese[1]

4 lipca
- przegrana Francuzów i Polaków z Anglikami pod Maidą (Kalabria). Legiony przeszły na służbę Królestwa Neopolitańskiego[1]

10 lipca
- przejście resztek Legionów na żołd Królestwa Neapolu[1]

20 listopada
- odezwa Napoleona do Polaków dotycząca formowania Legii Północnej[6]

7 listopada
- gen. Dąbrowski przybywa do Poznania; odezwa do narodu[6]

18 listopada
- zdobycie Częstochowy[6]